# Torneio Municipal de Futebol do Rio de Janeiro de 1945
O Torneio Municipal de Futebol do Rio de Janeiro de 1945 foi uma competição oficial entre clubes de futebol da cidade do Rio de Janeiro, no Brasil, cidade que então tinha o status de Distrito Federal, sendo essa a quarta edição do Torneio Municipal de Futebol do Rio de Janeiro, disputa que antecedia o início do Campeonato Carioca, pelos mesmos clubes, classificados que eram para as duas competições.

## História
Tendo se sagrado campeão invicto o Vasco da Gama, a disputa teve como vice o Fluminense. Na oitava rodada, em 17 de junho, a goleada aplicada pelo Vasco da Gama por 5 a 1 no Clássico dos Gigantes, garantiu o título com uma rodada de antecedência ao cruzmaltino, no Estádio da Gávea perante de 10.133 pagantes. A vitória do Fluminense por 4 a 0 sobre o São Cristóvão na última rodada definiu o vice, terminando o Flamengo, ao vencer o Botafogo por 2 a 0, em terceiro lugar.

## Regulamento
Os dez participantes jogariam contra os demais clubes em jogos de ida no sistema de pontos corridos, em campos neutros, sendo campeão aquele que fizesse mais pontos e em caso de empate, três partidas extras para definir o título de campeão.

## Classificação final
| Pos. | Time          | Pts | J | V | E | D | GP | GC | SG  |
| ---- | ------------- | --- | - | - | - | - | -- | -- | --- |
| 1    | Vasco da Gama | 18  | 9 | 9 | 0 | 0 | 41 | 10 | +31 |
| 2    | Fluminense    | 12  | 9 | 5 | 2 | 2 | 21 | 18 | +3  |
| 3    | Flamengo      | 11  | 9 | 5 | 1 | 3 | 33 | 23 | +10 |
| 4    | Botafogo      | 10  | 9 | 4 | 2 | 3 | 23 | 16 | +7  |
| 5    | America       | 10  | 9 | 3 | 4 | 2 | 26 | 18 | +8  |
| 6    | Canto do Rio  | 9   | 9 | 4 | 1 | 4 | 18 | 11 | +7  |
| 7    | Bangu         | 6   | 9 | 3 | 0 | 6 | 15 | 36 | –21 |
| 8    | Madureira     | 6   | 9 | 2 | 2 | 5 | 16 | 20 | –4  |
| 9    | São Cristóvão | 6   | 9 | 2 | 2 | 5 | 16 | 23 | –7  |
| 10   | Bonsucesso    | 2   | 9 | 1 | 0 | 8 | 7  | 41 | –34 |

## Campanha do campeão
1. 29/04 - Vasco 3–0 Bangu - (Conselheiro Galvão).
2. 06/05 - Vasco 6–1 São Cristóvão - (Laranjeiras).
3. 13/05 - Vasco 5–1 Flamengo - (Laranjeiras).
4. 20/05 - Vasco 6–0 Bonsucesso - (Conselheiro Galvão).
5. 27/05 - Vasco 2–1 Canto do Rio - (Laranjeiras).
6. 03/06 - Vasco 5–3 Botafogo - (Laranjeiras).
7. 10/06 - Vasco 3–1 Madureira - (General Severiano).
8. 17/06 - Vasco 5–1 Fluminense - (Gávea).
9. 24/06 - Vasco 6–2 América - (São Januário).

## Premiação
| Torneio Municipal de 1945            |
| Rio de Janeiro                       |
| ------------------------------------ |
| VASCO DA GAMA Bicampeão (2.º título) |